# Sămășcani
Sămășcani è un comune della Moldavia situato nel distretto di Șoldănești di 1.502 abitanti al censimento del 2004.